# زن نابینای سورنتو (فیلم ۱۹۵۳)
زن نابینای سورنتو (انگلیسی: The Blind Woman of Sorrento) فیلمی ایتالیایی در سبک ملودرام تاریخی به کارگردانی جاکومو جنتیلومو با بازی آنتونلا لوالدی، پل کمبل و انتسو بیلیوتی محصول سال ۱۹۵۳ است.